# مؤسسه ملی سرطان

موسسه ملی سرطان ایالات متحده آمریکا (مشهور به NCI) یکی از اعضای موسسه ملی بهداشت ایالات متحده آمریکا (مشهور به NIH) می‌باشد. وظیفه این مرکز فدرال رهبری و نظارت بر تحقیقات علوم زیستی-پزشکی در حیطهٔ تحقیقات سرطان می‌باشد.
دفاتر این موسسه که در سال ۱۹۳۷ تأسیس شد در جنوب ایالت مریلند واقع گردیده است. در سال ۲۰۰۷ بودجه این موسسه تحقیقات دولتی ۴٫۷۵ میلیارد دلار بود.

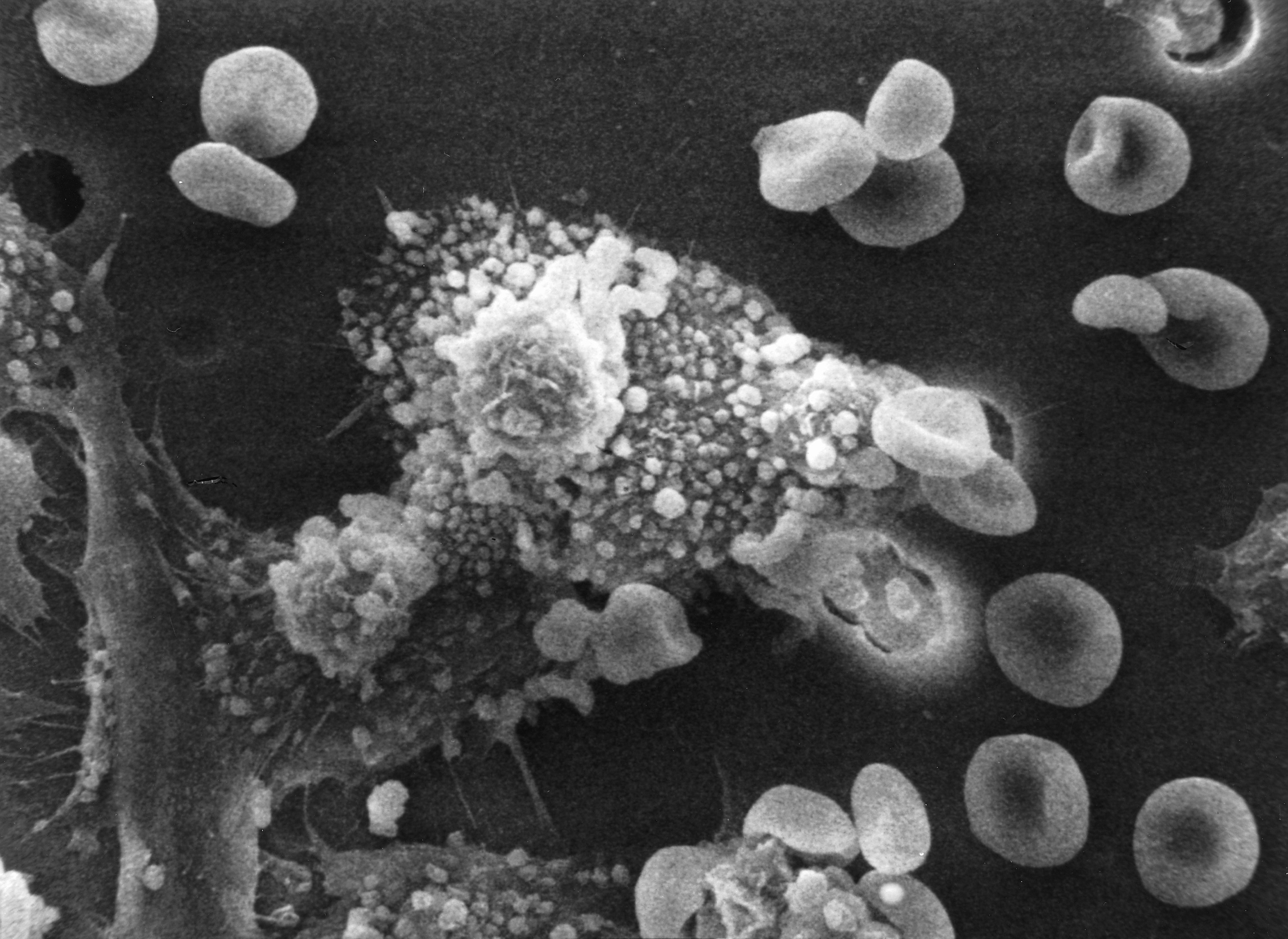
تصویری از یک سلول سرطانی از آزمایشگاه‌های NCI

## وب‌گاه رسمی
- www.cancer.gov